# Guzmania lellingeri
Guzmania lellingeri är en gräsväxtart som beskrevs av Lyman Bradford Smith och Robert William Read. Guzmania lellingeri ingår i släktet Guzmania och familjen Bromeliaceae. Inga underarter finns listade i Catalogue of Life.